# Красноречка (Башкортостан)
Красноречка (баш. Красноречка) — деревня Анновского сельсовета Белебеевского района Республики Башкортостан.

## Географическое положение
Расстояние до:
- районного центра (Белебей): 18 км,
- центра сельсовета (Анновка): 10 км,
- ближайшей ж/д станции (Аксаково): 32 км.

## История
Постановлением Правительства Российской Федерации № 60 от 09.02.2008 деревня Екатериновка в Красноречку.

## Население
| 2002 | 2009 | 2010 |
| ---- | ---- | ---- |
| 2    | ↗11  | ↘5   |

Национальный состав
Согласно переписи 2002 года, преобладающая национальность — русские (100 %).